# ایپلپن
ایپلپن (به انگلیسی: Ipplepen) یک روستا و محله مدنی در بریتانیا است که در Teignbridge واقع شده‌است. ایپلپن ۲٬۴۴۶ نفر جمعیت دارد.

## خواهرخوانده
شهر Soliers خواهرخواندهٔ ایپلپن هست.